# Aulacostephanus
Aulacostephanus – rodzaj głowonogów z podgromady amonitów
Żył w okresie jury (kimeryd).